# António José Croner
António José Croner IOR (11 de março de 1826 — 28 de setembro de 1888) foi um famoso músico português no século XIX, primeiro flauta na orquestra do Teatro Nacional de São Carlos, bem como professor no Conservatório Real de Lisboa. António Croner ficou célebre pelos seus duetos com o seu irmão, Raphael Croner, que tocava clarinete.

## Biografia
António José Croner nasceu em Lisboa, aos 11 de março de 1826; filho de José Croner, músico de origem alemã, e D. Ana da Piedade. José Croner havia imigrado para Portugal no decurso da Guerra Civil Portuguesa, onde teve uma participação ativa que lhe mereceu a perseguição e prisão, tendo falecido em 1835. António José Croner tinha um irmão dois anos mais novo, Raphael, e mais duas irmãs.
A sua vocação para a música revelou-se desde a tenra idade, tendo entrado como flautista para a banda do batalhão naval, à altura conduzida por Arthur Reinhardt, pela mesma altura em que cursou o conservatório. Foi discípulo de Manuel Joaquim Botelho. O seu irmão, Raphael, cultivou também o talento para a música, e tocava clarinete no batalhão naval. Os dois deram ainda alguns concertos públicos, chegando mesmo a atuar no Brasil, onde foram aplaudidos efusivamente. Depois de regressarem, fizeram subsequentes viagens a Espanha, França e Inglaterra, onde realizaram concertos no The Crystal Palace que receberam lisonjeiros elogios por parte da imprensa.
Em 1860, Croner substituiu José Gazul Júnior no lugar de primeira flauta na orquestra do Teatro Nacional de São Carlos e, a 11 de março de 1869, assumiu o cargo de professor de flauta e flautim no Conservatório de Música de Lisboa.
Em 1862 voltou ao Brasil com o seu irmão e, novamente, em 1866, 1872, 1876. Tiveram sempre uma receção calorosa e chegaram a ser agraciados pelo Imperador D. Pedro II com a cruz da Imperial Ordem da Rosa, bem como medalhas de mérito em S. Paulo e Montevideu.
A execução musical de Croner era recebida com bastantes elogios e, por mais de uma vez, impressionou cantores profissionais estrangeiros que nunca o tinham ouvido tocar; a exímia cantora de ópera Marcella Sembrich comentou que em parte alguma ouvira uma flauta comparável à de Croner ao escutar a sua interpretação do Rondó da Lucia.
Croner possuía várias flautas que lhe haviam sido oferecidas; dentre as que se conhecem, uma era de prata, e outra de cristal. A sua flauta favorita era, todavia, uma de ébano (esta flauta encontra-se, atualmente, nos reservados do Museu Nacional da Música, em Lisboa).
Raphael Croner faleceu em 1884, tendo a morte do companheiro dos seus triunfos artísticos desde a juventude mudado a sua personalidade: António, que era outrora dotado de uma "alegria comunicativa", passou a demonstrar uma maneira de ser mais encoberta que lhe denunciava o profundo desgosto. António foi vítima de apoplexia cerca de um ano após a morte do irmão, o que o levou a afastar-se da carreira artística.
António José Croner faleceu aos 28 de setembro de 1888, aos 62 anos, na freguesia de Santa Isabel (Lisboa). Encontra-se sepultado no Cemitério dos Prazeres.